# Andreas Böcherer
Andreas Böcherer (* 6. April 1983 in Freiburg im Breisgau) ist ein ehemaliger deutscher Triathlet, der 2011 die Ironman 70.3 European Championship gewann. Er wird in der Bestenliste deutscher Triathleten auf der Ironman-Distanz geführt.

## Werdegang
Im September 2004 wurde Andreas Böcherer bei der X-Terra Germany im Cross-Triathlon Deutscher Meister (1,5 km Schwimmen, 35 km Mountainbike und 10 km Trailrun).

### Deutscher Meister Triathlon Mitteldistanz 2007
Er startete 2007 auf Lanzarote das erste Mal erfolgreich über die Ironman-Distanz (3,86 km Schwimmen, 180,2 km Radfahren und 42,195 km Laufen) und wurde im selben Jahr Deutscher Triathlon-Meister über die Mitteldistanz.
Bis Ende 2009 startet er für das Soprema Team MTG Mannheim und seit Anfang 2010 startet er für das Tri Team Kaiserstuhl. Im August 2010 erreichte er bei der Erstaustragung des Ironman Regensburg den zweiten Rang.

### Sieger Ironman 70.3 European Championship 2011
In Wiesbaden gewann Andreas Böcherer im August 2011 die Ironman 70.3 European Championship.
Im Juni 2015 wurde er in Frankfurt Dritter bei der Ironman European Championship und erzielte mit 8:03:49 h eine neue persönliche Ironman-Bestzeit. Im August wurde er im österreichischen Bundesland Salzburg auf der Mitteldistanz Sechster bei der Ironman 70.3 World Championship im Rahmen des Ironman 70.3 Zell am See-Kaprun. Im Oktober 2015 belegte Böcherer bei seinem dritten Start bei der Ironman World Championship auf Hawaii den 20. Rang.
Im Mai 2016 konnte er in St. Pölten beim Ironman 70.3 Austria seinen Sieg aus dem Vorjahr erfolgreich verteidigen.

### Deutscher Meister Triathlon Mitteldistanz 2016
Bei der Challenge Heilbronn wurde er im Juni 2016 zum zweiten Mal Deutscher Meister auf der Triathlon-Mitteldistanz. Das Rennen musste witterungsbedingt als Duathlon ausgetragen werden (5 km Laufen, 93 km Radfahren und 21,1 km Laufen) aber die DTU entschied, das Ergebnis dennoch als DM gelten zu lassen.

### Zweiter Ironman European Championship 2016
Im Juli 2016 wurde er in Frankfurt Zweiter bei den Ironman European Championships und zugleich deutscher Vizemeister auf der Triathlon Langdistanz.
In Dänemark erreichte er im Juni 2017 den zweiten Rang bei den Ironman 70.3 European Championships. Eine Verletzung der Plantarfaszie zwang den damals 34-Jährigen im September zur Absage des geplanten Starts beim Ironman Hawaii 2017. Er wird trainiert von Luboš Bílek.
Im Mai 2018 konnte er zum zweiten Mal nach 2015 den Ironman 70.3 Pays d'Aix France für sich entscheiden und mit dem Ironman Italy konnte der damals 35-Jährige im September in Cervia sein erstes Ironman-Rennen gewinnen. Im Juli 2021 gewann der 38-Jährige mit dem Ironman Lanzarote sein zweites Ironman-Rennen.
Im März 2022 kündigte er an, die aktive Karriere nach seinem Start bei der Challenge Roth beenden zu wollen, er musste seine Teilnahme aber aufgrund eines Infekts kurzfristig absagen. Im September erklärte er seine aktive Zeit als beendet.
Böcherer hat ein abgeschlossenes Mathematik-Studium und lebt mit seiner Partnerin und zwei Töchtern in Freiburg.

## Sportliche Erfolge
| Datum/Jahr    | Rang | Wettbewerb                            | Austragungsort | Zeit     | Bemerkung |
| ------------- | ---- | ------------------------------------- | -------------- | -------- | --- |
| 5. Mai 2018   | 2    | Siegerland-Cup                        | Buschhütten    | 01:40:15 | [ 6 ] |
| 6. Mai 2018   | 1    | Siegerland-Cup                        | Buschhütten    | 01:38:52 | 1 km Schwimmen, 41,9 km Radfahren und 9,6 km Laufen                                                                 |
| 15. Apr. 2018 |      | Internationaler Triathlon Wallisellen | Wallisellen    | 01:55:40 | über 600 m Schwimmen, 14 km Radfahren und 4 km Laufen                                                               |
| 27. Juli 2016 | 3    | Triathlon EDF Alpe d’Huez             | Alpe d’Huez    | 01:55:40 | auf der Kurdistanz                                                                                                  |
| 8. Mai 2016   | 1    | Siegerland-Cup                        | Buschhütten    |          | |
| 24. Juni 2012 | 2    | City Triathlon Heilbronn              | Heilbronn      | 02:49:45 | Zweiter hinter Sebastian Kienle                                                                                     |
| 31. Juli 2011 | 1    | HeidelbergMan                         | Heidelberg     |          | |
| 29. Mai 2011  | 1    | City Triathlon Heilbronn              | Heilbronn      | 02:54:57 | Sieg vor Sebastian Kienle                                                                                           |
| 8. Mai 2011   | 2    | Siegerland-Cup                        | Buschhütten    | 01:46:53 | |
| 26. März 2011 | 4    | Volkswagen Aldiana Triathlon          | Alaminos       | 01:55:19 | auf der olympischen Distanz (1,5 km Schwimmen, 40 km Radfahren und 10 km Laufen)                                    |
| 5. Sep. 2010  | 1    | Triathlon de Gérardmer                | Gérardmer      | 02:05:42 | Sieger auf der olympischen Distanz – neben der Französin Marion Lorblanchet bei den Frauen                          |
| 22. Aug. 2010 | 1    | Viernheimer V-Card Triathlon          | Viernheim      | 02:10:38 | Sieg beim Rhein-Neckar-Cup (1,5 km Schwimmen, 46 km Radfahren und 10 km Laufen)                                     |
| 13. Juni 2010 | 2    | City Triathlon Heilbronn              | Heilbronn      | 02:59:02 | hinter dem Sieger Sebastian Kienle Zweiter auf der Mitteldistanz (2 km Schwimmen, 70 km Radfahren und 15 km Laufen) |
| 9. Mai 2010   | 2    | Siegerland-Cup                        | Buschhütten    | 01:42:22 | 1 km Schwimmen, 41,7 km Radfahren und 10 km Laufen                                                                  |

| Datum/Jahr    | Rang | Wettbewerb                                         | Austragungsort  | Zeit     | Bemerkung |
| ------------- | ---- | -------------------------------------------------- | --------------- | -------- | --- |
| 24. Apr. 2021 | 5    | Challenge Gran Canaria                             | Anfi            | 03:45:36 | hinter Jan Frodeno |
| 8. Sep. 2019  | 2    | Ironman 70.3 Santa Cruz                            | Santa Cruz      | 03:51:03 | |
| 2. Juni 2019  | 1    | Ironman 70.3 Switzerland                           | Rapperswil-Jona | 03:48:30 | |
| 12. Mai 2019  | 1    | Ironman 70.3 Pays d'Aix France                     | Aix-en-Provence | 03:52:16 | |
| 1. Sep. 2018  | 2    | Triathlon de Gérardmer                             | Gérardmer       | 04:23:12 | |
| 17. Juni 2018 | 2    | Challenge Heilbronn                                | Heilbronn       | 03:50:58 | auf der Mitteldistanz |
| 13. Mai 2018  | 1    | Ironman 70.3 Pays d'Aix France                     | Aix-en-Provence | 03:53:09 | |
| 21. Apr. 2018 | 2    | Challenge Mogán Gran Canaria                       | Mogán           | 04:00:41 | |
| 10. Sep. 2017 | DNF  | Ironman 70.3 Santa Cruz                            | Santa Cruz      | –        | verletzungsbedingter Ausstieg                                                                                                  |
| 26. Aug. 2017 | 2    | Ironman 70.3 Vichy                                 | Vichy           | 03:49:26 | |
| 18. Juni 2017 | 2    | Ironman 70.3 Elsinore                              | Helsingør       | 03:44:26 | Zweiter bei den „Ironman 70.3 European Championships“ mit persönlicher Bestzeit auf der Mitteldistanz                          |
| 21. Mai 2017  | 2    | Ironman 70.3 Austria                               | St. Pölten      | 03:59:04 | |
| 19. Juni 2016 | 1    | DTU Deutsche Meisterschaft Triathlon Mitteldistanz | Heilbronn       | 03:48:39 | Die Challenge Heilbronn musste witterungsbedingt als Duathlon ausgetragen werden – gilt dennoch als DM.                        |
| 22. Mai 2016  | 1    | Ironman 70.3 Austria                               | St. Pölten      | 03:52:45 | erfolgreiche Titelverteidigung                                                                                                 |
| 23. Apr. 2016 | 1    | Challenge Fuerteventura                            | Fuerteventura   | 03:59:09 | Sieger auf der Halbdistanz |
| 20. Sep. 2015 | 1    | Ironman 70.3 Cozumel                               | Cozumel         | 03:48:10 | |
| 30. Aug. 2015 | 6    | Ironman 70.3 World Championships                   | Zell am See     | 03:56:52 | |
| 21. Juni 2015 | 1    | Challenge Heilbronn                                | Heilbronn       | 03:56:06 | Sieger auf der Mitteldistanz                                                                                                   |
| 7. Juni 2015  | 2    | Ironman 70.3 Kraichgau                             | Kraichgau       | 03:58:05 | Zweiter bei der Erstaustragung                                                                                                 |
| 17. Mai 2015  | 1    | Ironman 70.3 Austria                               | St. Pölten      | 03:49:41 | |
| 3. Mai 2015   | 1    | Ironman 70.3 Pays D'Aix France                     | Aix-en-Provence | 03:57:21 | |
| 13. Apr. 2014 | 3    | Ironman 70.3 San Juan                              | San Juan        | 04:03:25 | |
| 26. Mai 2013  | 2    | Ironman 70.3 Austria                               | St. Pölten      | 03:24:45 | Das Rennen musste witterungsbedingt ohne die Schwimmdistanz ausgetragen werden.                                                |
| 30. März 2013 | 3    | Ironman 70.3 California                            | Oceanside       | 03:51:56 | |
| 23. Sep. 2012 | 1    | Ironman 70.3 Cozumel                               | Cozumel         | 03:53:45 | Sieger bei der Erstaustragung                                                                                                  |
| 18. Sep. 2011 | 1    | Ironman 70.3 Cancún                                | Cancún          | 03:55:19 | Sieg auf der halben Ironman-Distanz (1,9 km Schwimmen, 90 km Radfahren und 21 km Laufen)                                       |
| 14. Aug. 2011 | 1    | Ironman 70.3 Germany                               | Wiesbaden       | 04:08:36 | Ironman 70.3 European Championship                                                                                             |
| 5. Juni 2011  | 1    | Ironman 70.3 Switzerland                           | Rapperswil-Jona | 03:46:56 | Sieg mit neuem Streckenrekord vor dem Schweizer Ronnie Schildknecht                                                            |
| 16. Aug. 2009 | 4    | Ironman 70.3 Germany                               | Wiesbaden       | 04:07:30 | [ 15 ] |
| 2009          | 1    | Hansgrohe Triathlon Offenburg                      | Offenburg       | 04:08:17 | Sieg über die Mitteldistanz (1,9 km Schwimmen, 90 km Radfahren und 21,1 km Laufen)                                             |
| 21. Juli 2007 | 1    | DTU Deutsche Meisterschaft Triathlon Mitteldistanz | Immenstadt      | 04:12:25 | Deutscher Meister über die Mitteldistanz beim Allgäu Triathlon                                                                 |
| 29. Juli 2006 | 1    | Allgäu Triathlon                                   | Immenstadt      |          | Sieger auf der Mitteldistanz                                                                                                   |
| 2. Juli 2006  | 6    | Antwerp Ironman 70.3                               | Antwerpen       |          | bester Deutscher – bei seinem ersten Start auf der Ironman-70.3-Distanz (1,9 km Schwimmen, 90 km Radfahren und 21,1 km Laufen) |

| Datum/Jahr    | Rang | Wettbewerb                        | Austragungsort    | Zeit     | Bemerkung                                                                                               |
| ------------- | ---- | --------------------------------- | ----------------- | -------- | --- |
| 3. Juli 2021  | 1    | Ironman Lanzarote                 | Puerto del Carmen | 08:34:11 | |
| 12. Okt. 2019 | DNF  | Ironman Hawaii                    | Hawaii            | –        | Rennabbruch auf der Radstrecke                                                                          |
| 22. Sep. 2018 | 1    | Ironman Italy                     | Cervia            | 08:01:50 | |
| 8. Juli 2018  | DNF  | Ironman Germany                   | Frankfurt am Main | –        | Rennabbruch auf der Radstrecke                                                                          |
| 14. Okt. 2017 | DNS  | Ironman Hawaii                    | Hawaii            | –        | verletzungsbedingte Startabsage                                                                         |
| 8. Okt. 2016  | 5    | Ironman Hawaii                    | Hawaii            | 08:13:25 | |
| 2. Sep. 2016  | 1    | Triathlon de Gérardmer            | Gérardmer         | 04:23:52 | Sieger auf der Langdistanz                                                                              |
| 3. Juli 2016  | 2    | Ironman Germany                   | Frankfurt am Main | 07:53:40 | Ironman European Championship und Deutsche Meisterschaft Triathlon Langdistanz, hinter Sebastian Kienle |
| 10. Okt. 2015 | 20   | Ironman Hawaii                    | Hawaii            | 08:49:20 | Ironman World Championship                                                                              |
| 5. Juli 2015  | 3    | Ironman Germany                   | Frankfurt am Main | 08:03:49 | Ironman European Championship – mit persönlicher Bestzeit auf der Ironman-Distanz                       |
| 7. Juli 2013  | 5    | Ironman Germany                   | Frankfurt am Main | 08:15:13 | |
| 13. Okt. 2012 | 21   | Ironman Hawaii                    | Hawaii            | 08:51:57 | |
| 19. Aug. 2012 | 6    | Ironman Sweden                    | Kalmar            | 08:15:26 | |
| 22. Apr. 2012 | DNF  | Ironman South Africa              | Port Elizabeth    | –        | Rennabbruch auf der Laufstrecke – in Führung liegend                                                    |
| 3. März 2012  | 4    | Abu Dhabi International Triathlon | Abu Dhabi         | 06:24:38 | |
| 8. Okt. 2011  | 8    | Ironman Hawaii                    | Hawaii            | 08:23:19 | mit der fünftschnellsten Radzeit (4:25:46 Stunden)                                                      |
| 10. Apr. 2011 | 2    | Ironman South Africa              | Port Elizabeth    | 08:08:36 | schnellster Schwimmer (47:42 Minuten)                                                                   |
| 1. Aug. 2010  | 2    | Ironman Regensburg                | Regensburg        | 08:18:28 | Zweiter hinter dem Sieger Faris Al-Sultan                                                               |
| 13. März 2010 | 08   | Abu Dhabi International Triathlon | Abu Dhabi         | 6:38:48  | |
| 2008          | 07   | Ironman Germany                   | Frankfurt am Main | 8:13:33  | Ironman European Championship                                                                           |
| 2008          | DNF  | Ironman Florida                   | Panama City       | –        | Abbruch auf der Laufstrecke wegen gesundheitlicher Probleme                                             |
| 2007          | 5    | Ironman Lanzarote                 | Puerto del Carmen | 09:15:53 | erster Start über die Langdistanz (3,86 km Schwimmen, 180,2 km Radfahren und 42,195 km Laufen)          |

| Datum/Jahr    | Rang | Wettbewerb                                 | Austragungsort | Zeit        | Bemerkung                                                 |
| ------------- | ---- | ------------------------------------------ | -------------- | ----------- | --------------------------------------------------------- |
| 11. Sep. 2004 | 1    | DTU Deutsche Meisterschaft Cross-Triathlon | Titisee        | 02:37:46,92 | Deutscher Meister Cross-Triathlon bei der X-Terra Germany |

(DNF – Did Not Finish)